# 656
| [ Edytuj tabelę ]          |                                                       |
| Cesarz Bizancjum           | - 641 Konstans II 668                                 |
| Cesarz Chin                | - 649 Tang Gaozong 683                                |
| Król Deiry                 | - 655 Alfrid 664                                      |
| Król Essexu                | - 653 Sigeberht II 660                                |
| Król Franków w Austrazji   | - 639 Sigebert III 656 - 656 Dagobert II 661          |
| Król Franków w Neustrii    | - 639 Chlodwig II 658                                 |
| Cesarz Japonii             | - 655 Kōgyoku 661                                     |
| Kalif                      | - 644 Usman ibn Affan 656 - 656 Ali ibn Abi Talib 661 |
| Król Kentu                 | - 640 Earconbert 664                                  |
| Patriarcha Konstantynopola | - 654 Piotr 666                                       |
| Władca Korei               | - 642 Pojang 668                                      |
| Król Longobardów           | - 653 Aripert I 661                                   |
| Papież                     | - 654 Eugeniusz I 657                                 |
| Król Wizygotów             | - 649 Recceswint 672                                  |

Rok 656 / DCLVI
stulecia: VI wiek ~
VII wiek ~
VIII wiek

lata: 646 «
651 «
652 «
653 «
654 «
655 «
656
» 657
» 658
» 659
» 660
» 661
» 666

## Wydarzenia
- Kalifem został Ali ibn Abi Talib, towarzysz Mahometa, jego najwierniejszy przyjaciel i brat stryjeczny proroka, mąż jego córki, Fatimy. Uważany przez szyitów za pierwszego imama, a przez sunnitów – za ostatniego z czterech Sprawiedliwych Kalifów.
- 9 grudnia – kalif Ali ibn Abi Talib pokonał buntowników w tzw. bitwie wielbłądziej pod Basrą.
- Nieudana próba osadzenia na tronie merowińskim swego syna przez majordoma Grimoalda.

## Urodzili się
- 26 listopada – Tang Zhongzong – cesarz Chin z dynastii Tang (zm. 710)

## Zmarli
- Usman ibn Affan, trzeci „kalif prawowierny”.